# Tage des Ruhms
Tage des Ruhms (Originaltitel: Indigènes) ist ein Kriegsfilm des Regisseurs Rachid Bouchareb aus dem Jahr 2006. Der deutschsprachige Alternativtitel zum Film lautet Tage des Ruhms – Die vergessenen Helden des Zweiten Weltkrieges.

## Handlung
Der Film handelt von den vier Berbern Said, Yassir, Abdelkader und Messaoud, die 1943 in das 7e RTA (7e Régiment de Tirailleurs Algériens = 7. Algerisches Schützenregiment) der französischen Armee eintreten, um für ein Land zu kämpfen, das sie noch nie gesehen haben. Unter der Führung von Sergent Martinez, einem raubeinigen Algerienfranzosen, bestreiten sie gegen die deutsche Wehrmacht die Schlacht um Monte Cassino in Italien, ohne eine richtige militärische Ausbildung erhalten zu haben. Dabei werden die arabischen und schwarzen Franzosen als Kanonenfutter eingesetzt, um Artilleriestellungen des Gegners auszuschalten. Später rücken sie mit der französischen Armee im Rahmen der Operation Dragoon in Marseille ein, wo Messaoud eine verbotene Beziehung mit einer Französin beginnt. Er schreibt ihr regelmäßig Briefe, diese werden von der französischen Armee jedoch nicht weitergeleitet. Als Messaoud dann später versucht, zu seiner Liebe zurückzukehren, wird es ihm verboten, und er wird suspendiert. Gleiches widerfährt Abdelkader, dessen Proteste gegen die Demütigung der Indigènes (v. a. Algerier und Marokkaner) innerhalb der französischen Armee seinen Vorgesetzten wenig gefallen. Als Said Sergeant Martinez darauf anspricht, dass dieser ja auch eine arabische Mutter habe, droht ihm dieser den Tod an, falls er dieses streng gehütete Geheimnis lüften sollte. 
Als der Regimentskommandeur, ein Colonel (entspricht einem deutschen Oberst) dann aber Männer braucht, die in einer waghalsigen Mission als kleines Kommando ins Elsass eindringen, melden sich die vier Berber freiwillig. Sie wollen damit ihren Patriotismus und ihre Stärke beweisen. Zusammen mit ihrem Sergent ziehen sie los. Bei der Verteidigung eines Dorfes gerät die Truppe gegen einen zahlenmäßig überlegenen Gegner in Bedrängnis und wird aufgerieben. Nur Abdelkader überlebt, bis Verstärkung eintrifft. Doch es interessiert keinen mehr, dass seine Kameraden für ein fremdes Land ihr Leben gegeben haben und als erste französische Soldaten ins Elsass eingedrungen sind. Die französischen Kriegsberichterstatter machen Fotos von weißen französischen Soldaten, die sie als Befreier des Dorfes darstellen, obwohl diese nicht gekämpft haben.
Der Film macht einen Zeitsprung von 60 Jahren: Der greise Abdelkader besucht einen französischen Soldatenfriedhof im Elsass und betet an den Gräbern seiner drei Kameraden. Anschließend fährt er in seine Sozialwohnung zurück, wo er alleine lebt. Der Film endet mit der Einblendung, dass Frankreich die Soldatenpensionen der Kolonialsoldaten nach den Unabhängigkeitserklärungen der ehemaligen Kolonien eingefroren und bis heute nicht ausgezahlt hat.

## Rezeption
Tage des Ruhms war in Frankreich Erfolg bei Kritikern beschieden, während die Besucherzahlen die Millionengrenze überstiegen. Die Regierung Frankreichs zeigte sich über den Filmstoff betroffen und passte als Reaktion die Renten für die im Film dargestellten Veteranen an, die bisher für weiße französische Soldaten höher lagen.

## Historischer Hintergrund
2009 veröffentlichte die BBC eine Dokumentation, die besagte, dass Schwarze und Nordafrikaner bis zu zwei Dritteln der Truppen des „freien Frankreichs“ ausmachten. Diese wurden vor der Befreiung von Paris 1944 aus der Truppe entfernt und durch weiße Franzosen ersetzt. General Charles de Gaulle verlangte, dass Truppen des „freien Frankreichs“ zuerst in Paris eintreffen sollten. Das alliierte Oberkommando ordnete daraufhin an, dass schwarze Soldaten durch weiße zu ersetzen seien.

## Auszeichnungen
Rachid Bouchareb war im Jahr 2006 mit seinem Film im Wettbewerb der 59. Filmfestspiele von Cannes vertreten. Zwar musste sich Bouchareb bei der Vergabe der Goldenen Palme Ken Loach (The Wind That Shakes the Barley) geschlagen geben, doch wurden die Schauspieler Jamel Debbouze, Bernard Blancan, Samy Naceri, Roschdy Zem und Sami Bouajila mit dem Darstellerpreis ausgezeichnet. Bei der César-Verleihung 2007, Frankreichs nationalem Filmpreis, führte Tage des Ruhms mit neun Nominierungen gemeinsam mit Guillaume Canets Kein Sterbenswort und Pascale Ferrans Lady Chatterley das Feld der Favoriten an, wurde aber nur mit dem Preis für das beste Originaldrehbuch bedacht. Bei der Oscarverleihung 2007 gelangte der Film als offizieller Kandidat Algeriens bis unter die letzten fünf nominierten Auslandsfilme, hatte aber gegen den deutschen Kandidaten Das Leben der Anderen das Nachsehen.
Der Film gewann den Prix Lumières für das beste Drehbuch.

## Sonstiges
Der rechte Arm des Schauspielers Jamel Debbouze ist seit einem Unfall in seiner Jugendzeit gelähmt. Diese Behinderung wird jedoch sowohl von der Filmfigur „Said“ selbst als auch von allen anderen Charakteren, mit denen Said in Kontakt kommt, vollkommen ignoriert – so trägt er zum Beispiel ein umgehängtes Gewehr mit sich herum, obwohl er das gar nicht abfeuern könnte.